# Wasilij Buturlin
Wasilij Wasiljewicz Buturlin (ros. Василий Васильевич Бутурлин; zm. 1656 w Kijowie) – rosyjski dyplomata i wojskowy, bojar od 1652.
W 1653 stał na czele rosyjskiego poselstwa do Hetmanatu.  W czasie ugody perejasławskiej w styczniu 1654 przyjął przysięgę od starszyzny kozackiej na wierność Aleksemu I. W 1655, na początku wojny polsko-rosyjskiej 1654–1667 wraz z Bohdanem Chmielnickim dowodził połączonymi wojskami moskiewsko-kozackimi.
W 1655 w bitwie pod Ochmatowem 29 stycznia – 1 lutego 1655 siły Buturlina i Chmielnickiego zostały pokonane przez połączone wojska koronne i tatarskie.